# Ågsjön
Ågsjön är en sjö i Falu kommun i Dalarna och ingår i Dalälvens huvudavrinningsområde. Sjön är 32 meter djup, har en yta på 7,15 kvadratkilometer och befinner sig 258,1 meter över havet. Sjön avvattnas av vattendraget Isalaån (Ryssjöån). Vid provfiske har en stor mängd fiskarter fångats, bland annat abborre, gädda, lake och löja.

## Delavrinningsområde
Ågsjön ingår i det delavrinningsområde (674092-151603) som SMHI kallar för Utloppet av Ågsjön. Medelhöjden är 269 meter över havet och ytan är 25,53 kvadratkilometer. Räknas de 4 avrinningsområdena uppströms in blir den ackumulerade arean 64,08 kvadratkilometer. Isalaån (Ryssjöån) som avvattnar avrinningsområdet har biflödesordning 3, vilket innebär att vattnet flödar genom totalt 3 vattendrag innan det når havet efter 255 kilometer. Avrinningsområdet består mestadels av skog (57 procent). Avrinningsområdet har 7,19 kvadratkilometer vattenytor vilket ger det en sjöprocent på 28,1 procent.

## Fisk
Vid provfiske har följande fisk fångats i sjön:
- Abborre
- Gädda
- Lake
- Löja
- Mört
- Nors
- Sik
- Siklöja
- Simpor (bergsimpa/stensimpa)
- Öring